# Утка (річка)
У́тка — річка в Україні, в межах Шепетівського району Хмельницької області. Права притока Горині (басейн Дніпра).

## Опис
Довжина 16 км. Площа водозбірного басейну 116 км². Річкова долина широка і неглибока, місцями заболочена. Є кілька ставів (у межах міста Славути). 
Річка розташована майже повністю серед лісового масиву, що на північ від міста Шепетівки і на схід від міста Славути. Над річкою немає населених пунктів, лише в пониззі вона входить у межі міста Славути.

## Розташування
Утка бере початок на північний схід від села Кам'янка. Тече спершу на захід, далі — на північний захід, у пониззі знову на захід. Впадає до Горині поруч з північно-західною частиною міста Славути. 
Основна притока: Богушівка (права). 
У верхів'ях річки розташована гідрологічна пам'ятка природи «Витік р. Утка».